# Escola Arqueológica Italiana de Atenas

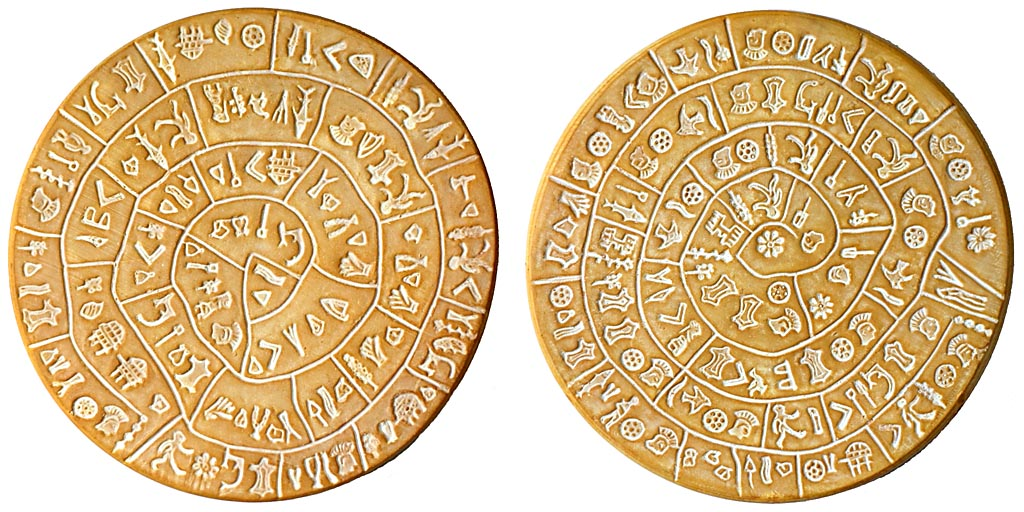
O Disco de Festo encontrado durante as escavações italianas no palácio minoico.

A Escola Arqueológica Italiana de Atenas (em italiano: Scuola Archeologica Italiana di Atene; em grego: Ἰταλικὴ Ἀρχαιολογικὴ Σχολὴ Ἀθηνῶν) é um dos 17 institutos arqueológicos estrangeiros com sede em Atenas, na Grécia, com escritórios em Creta, Lemnos e Roma. Após uma anterior pesquisa italiana na Grécia (como uma "expedição" ou "missão" arqueológica), a Escola foi criada em 1909. A Escola opera uma biblioteca considerável em Atenas. Tem realizado pesquisas arqueológicas em Egialeia (Arcádia) e Túria (Messênia), e as escavações em Lemnos, em Poliochini, Hefaístia, e Chloe, bem como na ilha de Creta, no palácio minoico de Festo e na próxima cidade minoica de Agia Triada, e também na cidade de Gortina.